# Шишман, Сибель
Сибе́ль Шишма́н (тур. Sibel Şişman; род. 22 октября 1991, Стамбул) — турецкая актриса

 театра, кино и телевидения.

## Биография и карьера
Сибель Шишман родилась 22 октября 1991 года в Стамбуле (Турция). В 2014 году она окончила Государственную консерваторию Стамбульского университета.
В 2010 году Шишман начала театральную карьеру, появившись в спектакле «Мирандолина, она же Хозяйка гостиницы». Её дебют на телевидении состоялся с ролью Асие Четинкая в телесериале «Разные узоры», в котором она снималась с 2012 по 2013 год. Среди её наиболее известных ролей на телевидении — Гюлиз Йылдырым в «Ранней пташке» (2018—2019) и Ферае в «Любовь. Разум. Месть».

## Фильмография
| Год       |   | Русское название      | Оригинальное название | Роль           |
| --------- | - | --------------------- | --------------------- | -------------- |
| 2012—2013 | с | Разные узоры          | Farklı Desenler       | Асие Четинкая  |
| 2014—2015 | с | Месть змей            | Yılanların Öcü        | Айше           |
| 2016      | с | Довольно              | Yeter                 | Йонджа         |
| 2017—2018 | с | Чёрная жемчужина      | Siyah İnci            | Мелехат        |
| 2018—2019 | с | Ранняя пташка         | Erkenci Kuş           | Гюлиз Йылдырым |
| 2021      | с | Я так долго ждал тебя | Seni Çok Bekledim     | Шебнем         |
| 2021      | с | Любовь. Разум. Месть  | Aşk Mantık İntikam    | Ферае          |
| 2023      | ф | Бесплодные времена    | Ölü Mevsim            | Сабиха         |